# Фонтанела (Италия)
 Тази статия е за градчето в Северна Италия.  За участъците на главата вижте Фонтанела.  
Фонтанѐла (на италиански: Fontanella; на ломбардски: Funtanèla, Фунтанела) е малкло градче и община в Северна Италия, провинция Бергамо, регион Ломбардия. Разположено е на 105 m надморска височина. Населението на общината е 4500 души (към 2017 г.).